# Le Bourget
Le Bourget település Franciaországban, Seine-Saint-Denis megyében. Lakosainak száma 15 052 fő (2022. január 1.). Le Bourget Dugny, La Courneuve, Drancy és Le Blanc-Mesnil községekkel határos.

## Népesség
A település népességének változása:
| Lakosok száma | 15 708 | 16 239 | 16 558 | 16 594 | 16 139 | 15 905 | 15 660 | 14 832 | 15 052 |
|               | 2013   | 2015   | 2016   | 2017   | 2018   | 2019   | 2020   | 2021   | 2022   |